# Lloc Històric Nacional de San Juan
El Lloc Històric Nacional de San Juan (San Juan National Historic Site), a Puerto Rico, inclou fortaleses de l'era colonial, bastions, polvorins i tres quartes parts de l'antiga muralla de la ciutat.
Des del 1983 forma part del Patrimoni de la Humanitat de la UNESCO. Les seves diverses instal·lacions són gestionades pel National Park Service.

## Característiques
El lloc inclou les fortificacions de San Felipe del Morro, San Cristóbal i El Cañuelo, i les muralles de la ciutat vella de San Juan.